# Kambodschanische Volkspartei
Die Kambodschanische Volkspartei (in Khmer គណបក្សប្រជាជនកម្ពុជា, Kanakpak Pracheachon Kâmpuchéa oder KPK; englisch Cambodian People's Party oder CPP; französisch Parti populaire cambodgien bzw. PPC) ist eine politische Partei in Kambodscha.
Sie ging 1991 aus der Revolutionäre Volkspartei der Khmer hervor, nachdem diese ihre marxistisch-leninistische Ideologie offiziell abgelegt hatte. Sie führt die Regierung seit 1981 ununterbrochen und hat, auch nach der Einführung eines Mehrparteiensystems 1991, die Stellung einer dominanten Partei. Von 1993 bis 2013 bildete sie zusammen mit der royalistischen FUNCINPEC eine Regierungskoalition. Diese Koalition war notwendig, weil die Verfassung eine 2/3 Mehrheit der Parlamentssitze für die Bildung einer Regierung vorsah. Seit der Änderung der Verfassung stellt sie allein die Regierung. Parteivorsitzender ist seit dem Tod von Chea Sim 2015 Hun Sen, der auch Ministerpräsident ist.
Ein Großteil der Funktionäre in der staatlichen Verwaltung gehört der Partei an. Parteimitgliedschaft wird mit Privilegien honoriert, die Mitgliedschaft in oppositionellen Parteien kann dagegen negative Konsequenzen haben. Insbesondere kann die Partei sich auf lokale Verantwortungsträger auf dem Land und ein weitreichendes Netzwerk der Patronage verlassen.

## Geschichte
Die Revolutionäre Volkspartei der Khmer (französisch Parti révolutionnaire du peuple du Kampuchea unter dem Akronym PRPK) war von 1979 bis 1991 die alleinregierende Partei in Kambodscha. Während der von den UN unterstützten Friedens- und Wiederaufbau-Maßnahmen benannte sie sich in Kambodschanische Volkspartei um.
Die Partei kam nach der vietnamesischen Invasion 1979 an die Macht, in deren Folge das diktatorische Regime der Roten Khmer gestürzt und die Volksrepublik Kampuchea installiert wurde. Dabei wurde sie von vietnamesischen Truppen unterstützt. In den 1980er Jahren musste sie sich mit dem innerkambodschanischen Widerstand auseinandersetzen, der sich aus den wiedererstarkten Roten Khmer und – in geringerem Maße – aus dem bewaffneten und politischen Widerstand der königstreuen FUNCINPEC und der republikanischen Nationalen Khmer-Volksbefreiungsfront (Front populaire pour la libération nationale des Khmers bzw. FPLNK) zusammensetzte. Alle drei Widerstandsbewegungen appellierten trotz sehr unterschiedlicher Ideologien vor allem an das starke Nationalgefühl der Khmer-Volksgruppe, indem sie der Regierung vorwarfen, nur eine Marionette der Vietnamesen zu sein.

## Ideologie
Die KPK begann als rein marxistisch-leninistische Bewegung, wandte sich aber Mitte der 1980er Jahre im Verlauf eines Reformprozesses mehr und mehr marktwirtschaftlichen Ideen zu und verankerte diese in der kambodschanischen Gesellschaft, indem sie Privateigentum wieder zuließ.
Viele Funktionäre der KPK waren früher Mitglieder der Roten Khmer, die vor deren mörderischem Regime nach Vietnam fliehen mussten. Prominente führende Parteimitglieder wie Heng Samrin und Hun Sen gehörten zu den Kadern der Roten Khmer nahe der kambodschanisch-vietnamesischen Grenze und nahmen an der vietnamesischen Invasion teil.
In ihrem Parteiprogramm von 2008 bekannte sich die Partei zur freiheitlichen Mehrparteiendemokratie, zu Grundsätzen „guter Regierungsführung“, wirtschaftlicher Entwicklung und zur Schaffung von Arbeitsplätzen. Sie will den Privatsektor ausbauen und ausländische Investitionen anregen. Ihre tatsächliche Regierungspraxis ist dagegen von weit verbreiteter Korruption und Unterschlagung geprägt.